# حاجی لشی
حاجی لشی (انگلیسی: Haxhi Lleshi؛ ۱۹ اکتبر ۱۹۱۳ – ۱ ژانویه ۱۹۹۸) یک سیاست‌مدار کمونیست و افسر نظامی  اهل آلبانی بود. وی سال‌ها از یاران نزدیک انور خوجه در قدرت بود و از سال ۱۹۵۳ تا ۱۹۸۲ به‌عنوان رئیس هیئت‌رئیسه مجمع خلق (رئیس کشور) جمهوری سوسیالیستی خلق آلبانی خدمت کرده است.